# Тайожний (Тайгинський міський округ)
Тайо́жний (рос. Таёжный) — селище у складі Тайгинського міського округу Кемеровської області, Росія.

## Населення
Населення — 1179 осіб (2010; 1348 у 2002).
Національний склад (станом на 2002 рік):
- росіяни — 89 %